# Suecia en el Festival de la Canción de Eurovisión
Suecia participa en el Festival de la Canción de Eurovisión, desde su debut en 1958. Ha ganado el concurso en siete ocasiones, entre las cuales es recordada especialmente la del año 1974 con la canción más famosa del festival, «Waterloo» del grupo ABBA. Gracias al éxito de su participación, se convirtieron en uno de los grupos más famosos a nivel mundial, dando así a conocer su país. En los aniversarios 50 y 60 del festival, el grupo fue escogido por televoto como el mejor representante en la historia del festival.
A pesar de ser el segundo país con más victorias, empatando a Irlanda con siete, Suecia es considerado el país más exitoso de la historia del festival, como así lo acreditan, además de las victorias, un segundo puesto, seis terceras posiciones, 22 apariciones en el TOP-5 y 39 en el TOP-10. Asimismo, fue el primer país en ganar dos semifinales consecutivas (2011 y 2012). Por otra parte, solo han quedado en el último lugar dos veces.
El Festival de la Canción de Eurovisión viene precedido en Suecia por el Melodifestivalen, celebrado en distintas ciudades del país donde se presentan numerosas candidatas a representar a Suecia en el festival. Su gran final, casi siempre celebrada en Estocolmo, es el acontecimiento musical anual más importante para los suecos; gracias a esto, las participaciones de Suecia han sido siempre flamantes y sus canciones son muy conocidas a nivel internacional, sobre todo en el resto de países nórdicos. Si bien es cierto que Suecia desde el 2006 no vino recogiendo éxitos, la situación cambió con el tercer puesto de Eric Saade y su tema Popular en 2011 (que ganó la semifinal) y la victoria de Loreen en 2012 con Euphoria.
Aparte del grupo musical ABBA, una de las cantantes suecas más conocidas a nivel de Eurovisión y de Europa es Carola, ganadora de una edición de las tres en las que ha participado en Eurovisión, su currículum en el festival es excelente; 3ª en 1983, con la canción más votada en el Melodifestivalen y reconocida como la mejor canción que ha pasado por él; 1ª en 1991 (empatada en puntos con Francia pero ganadora por tener mayor cantidad de 10 puntos) y 5ª en 2006 con «Invencible». Carola intentó participar de nuevo en Eurovisión en el año 2008, formando un dúo con el cantante Andreas Johnson, uno de los cantantes suecos más conocidos en la actualidad, sin embargo no consiguieron llegar a la final del Melodifestivalen. Algunos de los otros artistas conocidas que han participado en el festival son Jan Johansen, The Ark, Lena Philipsson, Tommy Nilsson, Afro-dite y Forbes.
Otros grandes artistas son Charlotte Perrelli (ganadora de Eurovisión 1999) y (18.ª Eurovisión 2008); el asterisco que viene en su sección se debe a que esta canción fue la salvada por el jurado, si no, no hubiese participado en la final por tener menos puntos que la Antigua República Yugoslava de Macedonia (actual Macedonia del Norte) y Bulgaria (10.ª y 11.ª respectivamente). Charlotte y su canción «Hero» era una de las claras favoritas para ganar el festival del 2008 celebrado en Belgrado como Rusia (la ganadora finalmente), Serbia, Armenia, Suiza y Ucrania decidida tanto por las casas de apuestas como por páginas web de eurofans, aunque finalmente ocupó un decimoctavo puesto empatado de puntos con Francia.
En 2010 se quedaron a las puertas de la final al terminar en 11º lugar de su semifinal correspondiente, siendo la primera y hasta ahora única vez que Suecia no ha avanzado a la final desde la inducción del sistema de semifinales. Sin embargo, al año siguiente el país comenzó a ver mejores resultados a través de las ediciones, con Eric Saade quedando en el primer lugar de su semifinal y tercero de la gran final con 185 puntos, siendo el mejor resultado de Suecia de los últimos 12 años desde la victoria de Charlotte Nilsson en 1999. En Bakú 2012, Loreen tras ser líder de todas las apuestas desde que resultara ganadora en el Melodifestivalen, consigue el triunfo con la canción «Euphoria», que recibió 372 puntos (incluyendo un nuevo récord de 18 puntuaciones máximas), dando a Suecia su quinta victoria. Como anfitriones en 2013, ubicaron el puesto 14º con Robin Stjernberg y «You». No obstante, en 2014, Sanna Nielsen consiguió con «Undo» el tercer puesto con 218 puntos en la gran final.
En 2015, llegaría en Viena, tras una reñida campaña, la sexta victoria en Eurovisión para Suecia, con el tema «Heroes» que dio de qué hablar y 365 puntos (la tercera mayor puntuación en el festival y mayor en una semifinal con 217), interpretado por Måns Zelmerlöw, significando acoger el festival del siguiente año y el lapso no consecutivo más corto en que un país gana después de imponerse en el festival de 2012. En 2016, como anfitrión en Estocolmo, tras un duro festival, partió entre los favoritos, lograría el 5° lugar con Frans y «If I Were Sorry» gracias a 261 puntos entre el nuevo sistema de votación de televoto-jurado por separado, continuando por tercer año consecutivo en top 5.

## Participaciones
Leyenda
     Ganador
     Segundo puesto
     Tercer puesto
     Cuarto o quinto  puesto (Top 5)
     Último puesto
| Año                  | Sede       | Artista                          | Canción                               | Final              | Pts.               | Semifinal               | Pts.                    |
| -------------------- | ---------- | -------------------------------- | ------------------------------------- | ------------------ | ------------------ | ----------------------- | ----------------------- |
| 1958                 | Hilversum  | Alice Babs                       | «Lilla stjärna»                       | 4                  | 10                 | No hubo semifinales     | No hubo semifinales     |
| 1959                 | Cannes     | Brita Borg                       | «Augustin»                            | 9                  | 4                  | No hubo semifinales     | No hubo semifinales     |
| 1960                 | Londres    | Siw Malmkvist                    | «Alla andra får varann»               | 10                 | 4                  | No hubo semifinales     | No hubo semifinales     |
| 1961                 | Cannes     | Lill-Babs                        | «April, april»                        | 14                 | 2                  | No hubo semifinales     | No hubo semifinales     |
| 1962                 | Luxemburgo | Inger Berggren                   | «Sol och vår»                         | 7                  | 4                  | No hubo semifinales     | No hubo semifinales     |
| 1963                 | Londres    | Monica Zetterlund                | «En gång i Stockholm»                 | 13                 | 0                  | No hubo semifinales     | No hubo semifinales     |
| No participó en 1964 |            |                                  |                                       |                    |                    |                         |                         |
| 1965                 | Nápoles    | Ingvar Wixell                    | «Absent friend»                       | 10                 | 6                  | No hubo semifinales     | No hubo semifinales     |
| 1966                 | Luxemburgo | Lill Lindfors y Svante Thuresson | «Nygammal vals»                       | 2                  | 16                 | No hubo semifinales     | No hubo semifinales     |
| 1967                 | Viena      | Östen Warnerbring                | «Som en dröm»                         | 8                  | 7                  | No hubo semifinales     | No hubo semifinales     |
| 1968                 | Londres    | Claes-Göran Hederström           | «Det börjar verka kärlek, banne mej»  | 5                  | 15                 | No hubo semifinales     | No hubo semifinales     |
| 1969                 | Madrid     | Tommy Körberg                    | «Judy min vän»                        | 9                  | 8                  | No hubo semifinales     | No hubo semifinales     |
| No participó en 1970 |            |                                  |                                       |                    |                    |                         |                         |
| 1971                 | Dublín     | Family Four                      | «Vita vidder»                         | 6                  | 85                 | No hubo semifinales     | No hubo semifinales     |
| 1972                 | Edimburgo  | Family Four                      | «Härliga sommardag»                   | 13                 | 75                 | No hubo semifinales     | No hubo semifinales     |
| 1973                 | Luxemburgo | The Nova                         | «You're summer»                       | 5                  | 94                 | No hubo semifinales     | No hubo semifinales     |
| 1974                 | Brighton   | ABBA                             | «Waterloo»                            | 1                  | 24                 | No hubo semifinales     | No hubo semifinales     |
| 1975                 | Estocolmo  | Lars Berghagen                   | «Jennie, Jennie»                      | 8                  | 72                 | No hubo semifinales     | No hubo semifinales     |
| No participó en 1976 |            |                                  |                                       |                    |                    |                         |                         |
| 1977                 | Londres    | Forbes                           | «Beatles»                             | 18                 | 2                  | No hubo semifinales     | No hubo semifinales     |
| 1978                 | París      | Björn Skifs                      | «Det blir alltid värre framåt natten» | 14                 | 26                 | No hubo semifinales     | No hubo semifinales     |
| 1979                 | Jerusalén  | Ted Gärdestad                    | «Satellit»                            | 17                 | 8                  | No hubo semifinales     | No hubo semifinales     |
| 1980                 | La Haya    | Tomas Ledin                      | «Just nu!»                            | 10                 | 47                 | No hubo semifinales     | No hubo semifinales     |
| 1981                 | Dublín     | Björn Skifs                      | «Fångad i en dröm»                    | 10                 | 50                 | No hubo semifinales     | No hubo semifinales     |
| 1982                 | Harrogate  | Chips                            | «Dag efter dag»                       | 8                  | 67                 | No hubo semifinales     | No hubo semifinales     |
| 1983                 | Múnich     | Carola                           | «Främling»                            | 3                  | 126                | No hubo semifinales     | No hubo semifinales     |
| 1984                 | Luxemburgo | Herreys                          | «Diggi-Loo Diggi-Ley»                 | 1                  | 145                | No hubo semifinales     | No hubo semifinales     |
| 1985                 | Gotemburgo | Kikki Danielsson                 | «Bra vibrationer»                     | 3                  | 103                | No hubo semifinales     | No hubo semifinales     |
| 1986                 | Bergen     | Monica Törnell y Lasse Holm      | «E' de' det här du kallar kärlek?»    | 5                  | 78                 | No hubo semifinales     | No hubo semifinales     |
| 1987                 | Bruselas   | Lotta Engberg                    | «Boogaloo»                            | 12                 | 50                 | No hubo semifinales     | No hubo semifinales     |
| 1988                 | Dublín     | Tommy Körberg                    | «Stad i ljus»                         | 12                 | 52                 | No hubo semifinales     | No hubo semifinales     |
| 1989                 | Lausanne   | Tommy Nilsson                    | «En dag»                              | 4                  | 110                | No hubo semifinales     | No hubo semifinales     |
| 1990                 | Zagreb     | Edin-Ådahl                       | «Som en vind»                         | 16                 | 24                 | No hubo semifinales     | No hubo semifinales     |
| 1991                 | Roma       | Carola                           | «Fångad av en stormvind»              | 1                  | 146                | No hubo semifinales     | No hubo semifinales     |
| 1992                 | Malmö      | Christer Björkman                | «I morgon är en annan dag»            | 22                 | 9                  | No hubo semifinales     | No hubo semifinales     |
| 1993                 | Millstreet | Arvingarna                       | «Eloïse»                              | 7                  | 89                 | No hubo semifinales     | No hubo semifinales     |
| 1994                 | Dublín     | Marie Bergman y Roger Pontare    | «Stjärnorna»                          | 13                 | 48                 | No hubo semifinales     | No hubo semifinales     |
| 1995                 | Dublín     | Jan Johansen                     | «Se på mig»                           | 3                  | 100                | No hubo semifinales     | No hubo semifinales     |
| 1996                 | Oslo       | One More Time                    | «Den vilda»                           | 3                  | 100                | 1                       | 227                     |
| 1997                 | Dublín     | Blond                            | «Bara hon älskar mig»                 | 14                 | 36                 | No hubo semifinales     | No hubo semifinales     |
| 1998                 | Birmingham | Jill Johnson                     | «Kärleken är»                         | 10                 | 53                 | No hubo semifinales     | No hubo semifinales     |
| 1999                 | Jerusalén  | Charlotte Nilsson                | «Take me to your heaven»              | 1                  | 163                | No hubo semifinales     | No hubo semifinales     |
| 2000                 | Estocolmo  | Roger Pontare                    | «When spirits are calling my name»    | 7                  | 88                 | No hubo semifinales     | No hubo semifinales     |
| 2001                 | Copenhague | Friends                          | «Listen to your heartbeat»            | 5                  | 100                | No hubo semifinales     | No hubo semifinales     |
| 2002                 | Tallin     | Afro-dite                        | «Never let it go»                     | 8                  | 72                 | No hubo semifinales     | No hubo semifinales     |
| 2003                 | Riga       | Fame                             | «Give me your love»                   | 5                  | 107                | No hubo semifinales     | No hubo semifinales     |
| 2004                 | Estambul   | Lena Philipsson                  | «It hurts»                            | 5                  | 170                | Top 11 del año anterior | Top 11 del año anterior |
| 2005                 | Kiev       | Martin Stenmarck                 | «Las Vegas»                           | 19                 | 30                 | Top 12 de año anterior  | Top 12 de año anterior  |
| 2006                 | Atenas     | Carola                           | «Invincible»                          | 5                  | 170                | 4                       | 214                     |
| 2007                 | Helsinki   | The Ark                          | «The worrying kind»                   | 18                 | 51                 | Top 10 del año anterior | Top 10 del año anterior |
| 2008                 | Belgrado   | Charlotte Perrelli               | «Hero»                                | 18                 | 47                 | 12                      | 54                      |
| 2009                 | Moscú      | Malena Ernman                    | «La voix»                             | 21                 | 33                 | 4                       | 105                     |
| 2010                 | Oslo       | Anna Bergendahl                  | «This is my life»                     | No se clasificó    | No se clasificó    | 11                      | 62                      |
| 2011                 | Düsseldorf | Eric Saade                       | «Popular»                             | 3                  | 185                | 1                       | 155                     |
| 2012                 | Bakú       | Loreen                           | «Euphoria»                            | 1                  | 372                | 1                       | 181                     |
| 2013                 | Malmö      | Robin Stjernberg                 | «You»                                 | 14                 | 62                 | País anfitrión          | País anfitrión          |
| 2014                 | Copenhague | Sanna Nielsen                    | «Undo»                                | 3                  | 218                | 2                       | 131                     |
| 2015                 | Viena      | Måns Zelmerlöw                   | «Heroes»                              | 1                  | 365                | 1                       | 217                     |
| 2016                 | Estocolmo  | Frans                            | «If I were sorry»                     | 5                  | 261                | País anfitrión          | País anfitrión          |
| 2017                 | Kiev       | Robin Bengtsson                  | «I can't go on»                       | 5                  | 344                | 3                       | 227                     |
| 2018                 | Lisboa     | Benjamin Ingrosso                | «Dance you off»                       | 7                  | 274                | 2                       | 254                     |
| 2019                 | Tel Aviv   | John Lundvik                     | «Too late for love»                   | 5                  | 334                | 3                       | 238                     |
| 2020                 | Róterdam   | The Mamas                        | «Move»                                | Festival cancelado | Festival cancelado | Festival cancelado      | Festival cancelado      |
| 2021                 | Róterdam   | Tusse                            | «Voices»                              | 14                 | 109                | 7                       | 142                     |
| 2022                 | Turín      | Cornelia Jakobs                  | «Hold me closer»                      | 4                  | 438                | 1                       | 396                     |
| 2023                 | Liverpool  | Loreen                           | «Tattoo»                              | 1                  | 583                | 2                       | 135                     |
| 2024                 | Malmö      | Marcus & Martinus                | «Unforgettable»                       | 9                  | 174                | País anfitrión          | País anfitrión          |
| 2025                 | Basilea    | KAJ                              | «Bara bada bastu»                     | 4                  | 321                | 4                       | 118                     |

## Festivales organizados en Suecia
| Edición                                   | Ciudad sede | Localización     | Presentandores                        |
| ----------------------------------------- | ----------- | ---------------- | ------------------------------------- |
| Festival de la Canción de Eurovisión 1975 | Estocolmo   | Stockholmsmässan | Karin Falck                           |
| Festival de la Canción de Eurovisión 1985 | Gotemburgo  | Scandinavium     | Lill Lindfors                         |
| Festival de la Canción de Eurovisión 1992 | Malmö       | Malmömässan      | Lydia Cappolicchio y Harald Treutiger |
| Festival de la Canción de Eurovisión 2000 | Estocolmo   | Globen Arena     | Kattis Ahlström y Anders Lundin       |
| Festival de la Canción de Eurovisión 2013 | Malmö       | Malmö Arena      | Petra Mede                            |
| Festival de la Canción de Eurovisión 2016 | Estocolmo   | Globen Arena     | Petra Mede y Måns Zelmerlöw           |
| Festival de la Canción de Eurovisión 2024 | Malmö       | Malmö Arena      | Petra Mede y Malin Åkerman            |

## Anécdotas de Suecia en el Festival de Eurovisión
- 1963: Suecia queda por primera vez en último lugar al igual que Noruega, Finlandia y Países Bajos.
- 1966: Suecia queda segunda por primera vez.
- 1970: Suecia no asiste al festival en protesta por el empate cuádruple producido en la edición anterior donde España, Países Bajos, Francia y Reino Unido al no existir reglas contra un empate fueron los 4 declarados ganadores.
- 1974: Suecia gana por primera vez con el grupo ABBA donde más tarde cosecharán éxitos y será la mejor representación de Eurovisión.
- 1976: Suecia no asiste al festival debido a la falta de recursos (por haber organizado la edición anterior) y a las protestas generadas contra el evento.
- 1977: Suecia obtiene la última posición con solo dos puntos.
- 1983: Suecia obtiene por primera vez un tercer puesto.
- 1984: Suecia vuelve a ganar con el grupo Herreys.
- 1985: Suecia volvió a quedar en tercer lugar y la presentadora sueca del festival Lill Lindfors simuló una caída donde perdió su ropa pero era para ponerse su nuevo vestido.
- 1991: Suecia gana con Carola el festival por la mínima diferencia con el 2º lugar en la historia del festival, empatando con Francia.
- 1995 y 1996: Suecia obtiene un tercer lugar y curiosamente tanto en un festival como en el otro obtiene 100 puntos.
- 1999: Suecia gana el festival con Charlotte Nilsson.
- 2001: Las representantes suecas son acusadas de plagio de una canción belga de un anterior festival.
- 2005: Suecia obtiene unos de sus mayores batacazos en la historia del festival ya de después de años en el top 10 obtiene un 19º puesto.
- 2006: Carola vuelve a representar a Suecia y consigue un 5º puesto siendo hasta ahora su última posición en el top 5.
- 2010: Suecia por primera vez no avanza a la final.
- 2011: Eric Saade consigue el tercer puesto con la cuarta mayor puntuación para Suecia en la historia con 185 puntos, además de la primera victoria para Suecia en una semifinal.
- 2012: Loreen logra el quinto título para Suecia, obteniendo la 2ª mejor puntuación de la historia del Festival con 372 puntos, así como el mayor número de máximas puntuaciones, con 18. También obtiene la segunda victoria en una semifinal para Suecia consecutivamente, esta es la mayor cantidad de puntos obtenidos por el país en la historia.
- 2014: Sanna Nielsen logra el tercer puesto en la final con la tercera puntuación más alta que ha obtenido Suecia con 218 puntos además de ser segunda en su semifinal.
- 2015: Suecia gana Eurovisión por sexta ocasión con 365 puntos, convirtiéndose en el primer país que gana con más de 300 puntos dos veces (en 2012 lo hizo con 372). Además es el país que en los últimos años menos tiempo le tomó en volver a ganar el festival, con solo tres años desde su última victoria. Esta es la segunda puntuación más alta para el país en una final y la mayor puntuación en una semifinal en la historia de cualquier país con 217 puntos, Suecia fue declarado como el país más exitoso de Eurovision pues a pesar de estar a una victoria detrás de Irlanda se convirtió en el país en acumular más puntos sumando todas las ediciones del festival.
- 2023: Loreen se convierte en la primera mujer y la segunda persona (después de Johnny Logan) en ganar dos ediciones de Eurovisión, además haciendo Suecia empatar con Irlanda en número de victorias.

## Votación de Suecia
Hasta 2025, la votación de Suecia ha sido:
| Más puntos otorgados solo en la gran final | Más puntos otorgados solo en la gran final | Más puntos otorgados solo en la gran final |
| Pos.                                       | País                                       | Puntos                                     |
| ------------------------------------------ | ------------------------------------------ | ------------------------------------------ |
| 1                                          | Noruega                                    | 271                                        |
| 2                                          | Irlanda                                    | 231                                        |
| 3                                          | Dinamarca                                  | 214                                        |
| 4                                          | Reino Unido                                | 194                                        |
| 5                                          | Finlandia                                  | 193                                        |

| Más puntos otorgados en semifinales y final | Más puntos otorgados en semifinales y final | Más puntos otorgados en semifinales y final |
| Pos.                                        | País                                        | Puntos                                      |
| ------------------------------------------- | ------------------------------------------- | ------------------------------------------- |
| 1                                           | Noruega                                     | 381                                         |
| 2                                           | Dinamarca                                   | 307                                         |
| 3                                           | Finlandia                                   | 294                                         |
| 4                                           | Irlanda                                     | 255                                         |
| 5                                           | Islandia                                    | 226                                         |

| Más puntos recibidos solo en la final | Más puntos recibidos solo en la final | Más puntos recibidos solo en la final |
| Pos.                                  | País                                  | Puntos                                |
| ------------------------------------- | ------------------------------------- | ------------------------------------- |
| 1                                     | Noruega                               | 452                                   |
| 2                                     | Dinamarca                             | 428                                   |
| 3                                     | Finlandia                             | 352                                   |
| 4                                     | Islandia                              | 297                                   |
| 5                                     | Reino Unido                           | 270                                   |

| Más puntos recibidos en semifinales y final | Más puntos recibidos en semifinales y final | Más puntos recibidos en semifinales y final |
| Pos.                                        | País                                        | Puntos                                      |
| ------------------------------------------- | ------------------------------------------- | ------------------------------------------- |
| 1                                           | Noruega                                     | 584                                         |
| 2                                           | Dinamarca                                   | 528                                         |
| 3                                           | Finlandia                                   | 418                                         |
| 4                                           | Islandia                                    | 377                                         |
| 5                                           | Reino Unido                                 | 341                                         |

## 12 puntos
- Suecia ha dado 12 puntos a:

### Final (1975 - 2003)
| Año                  | País                 | Año  | País        | Año  | País      | Año  | País        | Año  | País      |
| -------------------- | -------------------- | ---- | ----------- | ---- | --------- | ---- | ----------- | ---- | --------- |
| 1975                 | Países Bajos         | 1981 | Alemania    | 1987 | Irlanda   | 1993 | Irlanda     | 1999 | Islandia  |
| No participó en 1976 | No participó en 1976 | 1982 | Yugoslavia  | 1988 | Suiza     | 1994 | Hungría     | 2000 | Dinamarca |
| 1977                 | Irlanda              | 1983 | Reino Unido | 1989 | Dinamarca | 1995 | Dinamarca   | 2001 | Grecia    |
| 1978                 | Mónaco               | 1984 | Irlanda     | 1990 | Irlanda   | 1996 | Estonia     | 2002 | Estonia   |
| 1979                 | Israel               | 1985 | Noruega     | 1991 | Malta     | 1997 | Reino Unido | 2003 | Noruega   |
| 1980                 | Irlanda              | 1986 | Suiza       | 1992 | Malta     | 1998 | Noruega     |      |           |

| Año  | País                | Año  | País         |
| ---- | ------------------- | ---- | ------------ |
| 2004 | Serbia y Montenegro | 2010 | Dinamarca    |
| 2005 | Dinamarca           | 2011 | Dinamarca    |
| 2006 | Finlandia           | 2012 | Estonia      |
| 2007 | Islandia            | 2013 | Dinamarca    |
| 2008 | Dinamarca           | 2014 | Países Bajos |
| 2009 | Islandia            | 2015 | Noruega      |

| Año  | Jurado             | Televoto             | Conjunto           |
| ---- | ------------------ | -------------------- | ------------------ |
| 2016 | Rusia              | Bosnia y Herzegovina | Rusia              |
| 2017 | Australia          | Portugal             | Portugal           |
| 2018 | Noruega            | Dinamarca            | Noruega            |
| 2019 | Suiza              | Noruega              | Noruega            |
| 2020 | Festival cancelado | Festival cancelado   | Festival cancelado |
| 2021 | Malta              | Noruega              | Malta              |
| 2022 | Australia          | Finlandia            | Estonia            |
| 2023 | Sin jurado         | Finlandia            | Finlandia          |
| 2024 | Sin jurado         | Croacia              | Croacia            |
| 2025 | Sin jurado         | Islandia             | Islandia           |

| Año  | País                | Año  | País      |
| ---- | ------------------- | ---- | --------- |
| 2004 | Serbia y Montenegro | 2010 | Alemania  |
| 2005 | Grecia              | 2011 | Irlanda   |
| 2006 | Finlandia           | 2012 | Chipre    |
| 2007 | Finlandia           | 2013 | Noruega   |
| 2008 | Noruega             | 2014 | Austria   |
| 2009 | Noruega             | 2015 | Australia |

| Año  | Jurado             | Televoto           | Conjunto           |
| ---- | ------------------ | ------------------ | ------------------ |
| 2016 | Australia          | Australia          | Australia          |
| 2017 | Portugal           | Bélgica            | Portugal           |
| 2018 | Chipre             | Dinamarca          | Israel             |
| 2019 | Países Bajos       | Noruega            | Países Bajos       |
| 2020 | Festival cancelado | Festival cancelado | Festival cancelado |
| 2021 | Malta              | Finlandia          | Islandia           |
| 2022 | España             | Ucrania            | Reino Unido        |
| 2023 | Finlandia          | Finlandia          | Finlandia          |
| 2024 | Suiza              | Israel             | Croacia            |
| 2025 | Austria            | Israel             | Finlandia          |

## Galería de imágenes
|                                |
| Alice Babs en Hilversum (1958) |

|                                 |
| Ingvar Wixell en Nápoles (1965) |

|                               |
| Tomas Ledin en La Haya (1980) |

|                         |
| Carola en Atenas (2006) |

|                            |
| The Ark en Helsinki (2007) |

|                                       |
| Charlotte Perrelli en Belgrado (2008) |

|                               |
| Malena Ernman en Moscú (2009) |

|                                |
| Anna Bergendahl en Oslo (2010) |

|                                       |
| Eric Saade y su tema «Popular» (2011) |

|                                                                           |
| Loreen logró con «Euphoria» la quinta victoria para Suecia en Bakú (2012) |

|                                  |
| Robin Stjernberg en Malmö (2013) |

|                                    |
| Sanna Nielsen en Copenhague (2014) |

|                                                                                 |
| Måns Zelmerlöw consiguió en Viena la sexta victoria sueca en el Festival (2015) |

|                           |
| Frans en Estocolmo (2016) |

|                                |
| Robin Bengtsson en Kiev (2017) |

|                                    |
| Benjamin Ingrosso en Lisboa (2018) |

|                                 |
| John Lundvik en Tel Aviv (2019) |

|                           |
| Tusse en Rotterdam (2021) |

|                                 |
| Cornelia Jakobs en Turín (2022) |

|                            |
| Loreen en Liverpool (2023) |

|                                   |
| Marcus & Martinus en Malmö (2024) |